# Дончовци
Дончовци (болг. Дончовци) — село в Болгарии. Находится в Габровской области, входит в общину Трявна. Население составляет 7 человек.

## Политическая ситуация
Дончовци подчиняется непосредственно общине и не имеет своего кмета.
Кмет (мэр) общины Трявна — Драгомир Иванов Николов (независимый) по результатам выборов.